# Bataillon de marins-pompiers de Marseille
Das Bataillon de marins-pompiers de Marseille (BMPM) stellt die Berufsfeuerwehr der französischen Hafenstadt Marseille. Es gehört zur französischen Marine und trägt auch die entsprechenden Uniformen und Dienstgradabzeichen. 

## Geschichte
Die Einheit wurde am 14. August 1719 durch königlichen Erlass als Feuerwehrbataillon des Arsenals von Marseille gegründet und sein Zuständigkeitsbereich am 25. September 1816 auf die Stadt Marseille ausgedehnt. Am 22. März 1838 wurde die Größe des Bataillons auf fünf Kompanien festgelegt. Das heutige Bataillon de marins-pompiers de Marseille wurde durch ein Dekret Edouard Daladiers vom 29. Juli 1939 nach dem Brand der Neuen Galerien an der Canebière am 28. Oktober 1938 geschaffen, bei dem 73 Menschen ums Leben kamen. Am 14. Dezember 1962 wurde der Zuständigkeitsbereich auf den Hafen von Marseille und den internationalen Flughafen Marseille-Provence Marignane erweitert.

## Ausstattung
Das BMPM verfügt aktuell über 2.400 Mitarbeiter und 700 Fahrzeuge. Im Jahr 2009 leistete das BMPM 118.000 Einsätze, 2010 waren es 108.000. Im Jahr 2011 leistete das BMPM 111.700 Einsätze, durchschnittlich 285 pro Tag.

## Besonderheit
Als Teil der Streitkräfte wird bei Paraden in Marineuniform das Gewehr geführt, in der Feuerwehruniform dagegen wird eine Axt getragen.